# Sultanato de Bidar
El sultanato de Bidar fue uno de los Sultanatos del Decán en la India.

## Historia
El sultanato fue fundado en 1492 por Qasim Barid, que era un antiguo esclavo turco. Se unió al servicio del sultán Bahmani Muhammad Shah III. Comenzó su carrera como sar-naubat, pero más tarde se convirtió en el mir-jumla (primer ministro) del sultanato bahmaní. Durante el reinado de Mahmud Shah Bahmani (r.1482 - 1518), se convirtió en el gobernante de facto. Después de su muerte en 1504, su hijo Amir Barid se convirtió en primer ministro y controló la administración del sultanato de Bahmani.
Después de la muerte de Mahmud Shah Bahmani en 1518, fue sucedido por cuatro sultanes, uno tras otro, pero eran simples títeres en manos de Amir Barid. Cuando el último gobernante bahmaní, Kalimullah, huyó a Bidar en 1527, Amir Barid se volvió prácticamente independiente. Pero nunca asumió ningún título real.
En 1542, fue sucedido por su hijo Ali Barid Shah I, quien fue el primero en asumir el título de Shah. Ali Barid se unió a los otros sultanes de Deccan en la batalla de Talikota contra el Imperio vijayanagara en enero de 1565. Después de su muerte en 1580, Ali Barid fue sucedido por su hijo Ibrahim Barid, quien después de su muerte en 1587 fue sucedido por su hermano menor Qasim Barid II. Después de su muerte en 1591, fue sucedido por su hijo Ali Barid II, quien pronto fue destronado por uno de su pariente, Amir Barid II. En 1601, también fue derrocado por uno de su pariente, Mirza Ali Barid. En 1609, fue sucedido por el último gobernante, Amir Barid III, quien luchó contra los mogoles en 1616 bajo el liderazgo de Malik Ambar. En 1619, fue derrotado por el sultán de Bijapur Ibrahim Adil Shah II. Bidar fue anexado al sultanato de Bijapur. Amir Barid III y sus hijos fueron llevados a Bijapur y se mantuvieron "bajo vigilancia".
Bidar fue anexado al Imperio mogol.